# Gilbert Garnier
Ne doit pas être confondu avec Gilbert Garrier.
Eugène François Gilbert Garnier (31 janvier 1874 à Paris - 21 septembre 1964 à Nice), est un militaire français. Il est le second des fils de Jules Garnier.

## Formation

### Voyages en Amérique du Nord
Gilbert Garnier effectue plusieurs voyages aux États-Unis et au Canada avec son père l'ingénieur Jules Garnier, entre 1890 et 1892. Ce dernier fait alors la preuve de ses brevets et de ses procédés. Il en retire une reconnaissance mondiale lorsque sont reconnues les propriétés du ferronickel à Annapolis. Dès lors l'industrie de l'acier au nickel se développe, les sociétés minières du Canada font appel à lui et Jules Garnier participe à la création d'usines entières comme ingénieur conseil pour la Canadian Copper Company (ancêtre du groupe minier Inco).

### École polytechnique
Au milieu de ces activités, Gilbert Garnier entre à Polytechnique en octobre 1892. Il est classé 158e sur 250. Le jeune polytechnicien se destine rapidement à l’armée et plus précisément à l’Artillerie. 

### École d'application de l'artillerie et du génie
Dès octobre 1894 il est nommé sous-lieutenant d'artillerie. Il est donc envoyé avec tous les autres artilleurs à la prestigieuse école du château de Fontainebleau pour deux années d’application dont une au 18e régiment d’artillerie.
Il termine cette formation le 30 juillet 1896, à peine âgé de 22 ans. Le commandant de l’école note alors : « peu travailleur, peu sérieux. Très vigoureux et souple, très apte aux exercices du corps, très bon cavalier… »

## Parcours avant la guerre de 14-18

### École de cavalerie de Saumur (1899–1900)
Il sort major de cette école le 31 août 1900 sur 25 autres camarades venant de l’artillerie.

### 13eRA (octobre 1900 – mars 1907)
En raison de ses résultats, Gilbert Garnier est maintenant affecté d’office à la première division de cavalerie de Paris et à la 12e batterie à cheval du 13e RA. Où il exercera comme lieutenant en second puis en premier jusqu’au 22 mars 1907, date à laquelle il est nommé capitaine. Sur cette photo il est lieutenant. 
Le 13e RA est basé à cette époque à Vincennes pour les batteries classiques de 75 mm et à Paris pour les batteries à cheval dont fait partie Gilbert Garnier.
Âgé de 28 ans il se marie le 2 août 1902 avec Suzanne Dutilleul (née le 21 janvier 1877, décédée le 13 août 1955). Elle est la dernière des trois filles de Jules Dutilleul (1837 - 1883) sénateur du Nord en 1879, membre de la Société des Sciences en 1867 et maire de Lille, et de Valérie Adélaïde Octavie Marie Testelin (1845 - ?).

### Cours supérieur technique de l’artillerie (1907 – 1908)
Le 23 mars 1907 il intègre le 1er RA stationné à Bourges en tant que capitaine et suivra la formation du Cours supérieur technique de l’artillerie d’octobre 1907 jusqu’à septembre 1908. Sa carrière va prendre une autre tournure. Ses temps de commandement en batterie lui ont permis de montrer sa valeur à ses supérieurs. À Bourges il s’illustre particulièrement ; ses notes sont excellentes (métallurgie 18, artillerie 20, fabrications 19, bâtiments et machines 18,5). Il en sort d’ailleurs major de promotion et le général commandant l’école note cette appréciation qui va le propulser dans l’étude technique :
« Officier d’une valeur exceptionnelle sous tous les rapports. Très apte à tous les services techniques, sans distinctions et particulièrement apte à être employé dans un établissement constructeur, soit au bureau des études, soit à l’atelier de précision – Bourges, le 4 septembre 1908 »
La veille, le 3 septembre, naissait sa fille Jeanne Andrée Geneviève à Paris 16e.

### Ateliers et arsenal de Puteaux (septembre 1908 – octobre 1913)

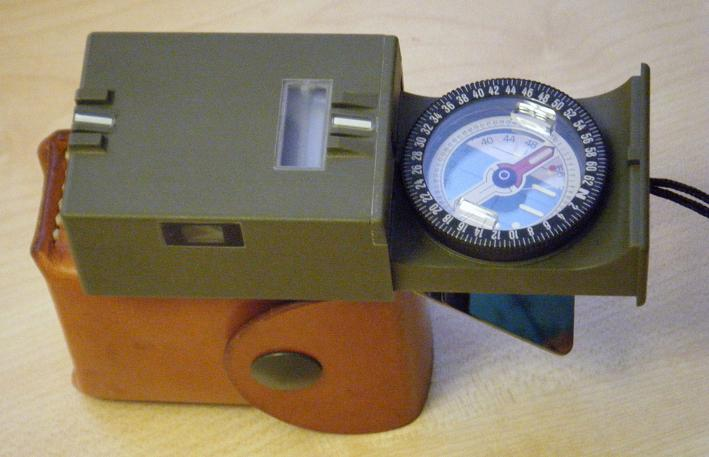
sitomètre militaire (1985)

À la faveur de ses excellents résultats techniques, Gilbert Garnier est nommé à l’État Major particulier de l’artillerie, notamment adjoint du directeur des ateliers de constructions de Puteaux.
Gilbert Garnier travaille en 1910 sur un sitogoniomètre (voir Références externes), instrument à main comportant une boussole et un sitomètre, qui permet la mesure des angles d’inclinaisons et d'azimuts magnétiques. Cet instrument ne permet que des levers expédiés. Il fait référence au procédé topographique consistant à tracer la visée relative à un point inconnu en orientant une planchette sur au moins une direction connue.
De même en 1912 il travaille sur un matériel de 75 de cavalerie Mle 1913 ainsi qu’un appareil de pointage du matériel de 75 anti aérien automobile.
Gilbert Garnier en organise la fabrication en grand. Ces matériels deviennent réglementaires.
En remerciement de ses services exceptionnels il est proposé pour la croix de chevalier de la légion d’honneur qu’il obtient le 9 novembre 1912

## La Première Guerre mondiale

### 8eRAC (novembre 1913 – juillet 1915)
Gilbert Garnier, alors encore capitaine, y est affecté. Le 8e régiment d’artillerie de campagne est basé à Nancy. Il est composé d’une dizaine de batteries de 75 mm et de 2 ou 3 batteries à cheval. Il fait partie du XXe corps d’artillerie et est rattaché à la deuxième division de cavalerie.
Lorsque la guerre éclate en août 1914, Gilbert Garnier est commandant d’une batterie. Il participera à 5 campagnes. Pour la première campagne d’hiver 1914, le colonel Mauger commandant le régiment note qu’il « a montré durant toute la campagne sang froid et habileté dans le commandement de sa batterie, obtenant par son tir des effets remarquables. Partout digne des plus grands éloges, remplissant avec un calme et une sûreté parfaite les fonctions d’observateur avancé où ses patientes recherches lui ont souvent permis de discerner et de fixer d’une façon assurée, des postes les plus exposés, les positions de l’ennemi qu’il a ensuite efficacement contrebattus. Remarquable commandant de batterie - caractère droit, ferme, égal qui lui procure toutes les sympathies. Mérite d’être promu chef d’escadron le plus tôt possible. »
Son régiment participe à la bataille de Morhange le 20 août, à la bataille de Vitrimont le 9 septembre puis à celle des Flandres en novembre. Pendant cette première campagne il est cité à l’ordre du 20e corps d’armée le 5 décembre 1914, peu avant que son frère Alain soit tué.
« commandant sa batterie depuis le début de la campagne a constamment obtenu des effets très utiles, en portant son poste d’observation très en avant, notamment aux combats de Léomont devant Lunéville, de Mametz (près de Bray-sur-Somme) et devant Monchy. A dans la journée du 30 novembre facilité la progression de l’infanterie à l’ouest de Langhemarck et détruit une maison où une mitrailleuse allemande a été prise. » 
C’est à cette époque que Foch, qui est le chef d’état-major du XXe corps, lui suggère la création d’un canon de 37 mm qu’il mettra au point par la suite.
Avec le début de 1915, le 8e RAC est déplacé et participe à l’offensive d’Artois en mai et juin. Gilbert Garnier est nommé chef d’escadron le 2 juillet 1915. Le 10 juillet 1915 son chef, le lieutenant-colonel commandant le régiment note ces états de services : 
« Le capitaine Garnier s’est particulièrement distingué dans les combats de mai et juin devant Arras. Brillant, bravoure, sang froid à toute épreuve. 11 mois de guerre. Il fut le modèle des commandants de batterie. Il vient d’être nommé chef d’escadron et appelé par le ministre à l’atelier de Puteaux. Il laisse le meilleur souvenir au régiment – Lieutenant-colonel Schneider, le 10 juillet 1915 »

### Retour aux arsenaux de Puteaux (1915 – 1919)
Le chef d’escadron Gilbert Garnier reprend donc ses responsabilités à l’arsenal de Puteaux après avoir fait montre de ses capacités guerrières. 
Suivant les suggestions de Foch, il travaillera en 1916 et 1917 sur la mise au point et la fabrication des matériels de 37 mm modèle 1916 TR. Ce canon de 37 est décliné sous plusieurs formes : de batterie, de tranchées, anti-aérien, semi-automatique pour automitrailleuse de cavalerie, pour char de combat (type Renault) et pour moteur d’avion de chasse. Le canon de 37 mm SA 18 équipera les tout récents Renault FT. Il en organise la production en série dans l’industrie tout en poursuivant ses études sur le 75, le mortier de 130, un canon de 47... Le célèbre aviateur Guynemer l’associe à ses dernières victoires
Il travaillera aussi sur un correcteur électromagnétique pour une version DCA du canon de 75 mm. 
Gilbert Garnier obtiendra d’ailleurs le grade d’officier de la légion d’honneur le 16 février 1916 : « brillant officier de troupe en même temps que technicien remarquable. A rendu des services exceptionnels dans la construction et la mise au point du matériel de guerre »

## Après la guerre
Il est décoré le 3 juillet 1930 de la Légion d’honneur avec le grade de Commandeur
Le Général de brigade Gilbert Garnier est décédé le 21 septembre 1964 à 20 heures à Nice
La publication mensuelle de l’École Polytechnique lui rend hommage le 1er mai 1965 et rappelle :
« Très sensible à toutes les formes de cultures, il y ajoute un goût très vif pour les sports. Il fut champion de France de course sur 400 et 800 mètres, puis l’un des plus fins cavaliers de son époque et enfin alpiniste émérite... Il laisse le souvenir d’un grand exemple de dons variés, et de force morale et intellectuelle. »